# Zimske olimpijske igre 1928
Zimske olimpijske igre 1928 (uradno II. zimske olimpijske igre) so bile zimske olimpijske igre, ki so potekale leta 1928 v St. Moritzu v Švici. So prve zimske olimpijske igre, ki niso bile del poletnih olimpijskih iger, ampak tudi uradne samostojne olimpijske igre. Drugi gostiteljski kandidatki sta bila Davos in Engelberg, oba prav tako iz Švice. Te olimpijske igre so zaznamovala močna temperaturna nihanja, otvoritev je namreč potekala v snežnem metežu, temperature v ostalih dnevih olimpijskih iger pa so dosegale tudi 25°C. 
Domov so največ medalj prinesli Norvežani in sicer 6 zlatih, 4 srebrne in 5 bronastih medalj, sledile so ji Združene države Amerike s po dvema medaljama v vsaki barvi, Švedi so s seboj odnesli 2 zlati, 2 srebrni in 1 bronasto medaljo. Štiri medalje so odnesli le še Finci in Avstrijci, po eno medaljo pa so si pridobile še Kanada, Francija, Belgija, Češkoslovaška, Nemčija, Velika Britanija in Švica.